# Матвеев, Михаил Родионович
Михаи́л Родио́нович Матве́ев (1892, Волосово, Новгородская губерния — 1971, Ленинград) — капитан госбезопасности, руководивший расстрелами 1111 заключённых в урочище Сандармох в Медвежьегорском районе Карельской АССР 27 октября — 1—4 ноября 1937 года.

## Биография
По национальности русский. Закончил два класса сельской школы (1905). С 15 лет бурлак в Боровичах, с октября 1908 года — мальчик в технической конторе в Санкт-Петербурге, с февраля 1909 года — истопник в Ларинской гимназии, с мая 1912 года — швейцар в доходном доме Угрюмовых на Невском проспекте, № 81. В 1913—1917 годах — подручный слесаря на Петроградском механическом и литейном заводе «Вулкан». В 1917 году вступил в РККА, участвовал в штурме Зимнего дворца.
С марта 1918 года — начальник летучего отряда ЧК на Петроградской стороне. Член ВКП(б) с 1918 года. С 1918 года работал исполнителем смертных приговоров в различных отделах ОГПУ/НКВД с перерывом в 1923—1927 годах.
В 1933 году выдвинут на должность замначальника Адмхозуправления полпредства ОГПУ по Ленинградскому военному округу. 10 июля 1934 года на базе ОГПУ создан общесоюзный НКВД СССР, с 1934 года Матвеев — замначальника административно-хозяйственного управления (АХУ) УНКВД по Ленинградской области.
В октябре — ноябре 1937 года, будучи назначенным начальником бригады по приведению приговоров Беломорского балтийского комбината (ББК) в Сандармохе, М. Р. Матвеев бо́льшую часть осуждённых расстрелял лично выстрелом в затылок, в ряде случаев ему содействовал помощник коменданта УНКВД Г. Л. Алафер. Таким образом было убито по 200—250 человек в день. 10 ноября 1937 года Матвеев передал руководство расстрельной бригадой начальнику 5-го отделения 3-го отдела ББК НКВД И. А. Бондаренко и заместителю начальника А. Ф. Шондышу.
Приказом по УНКВД ЛО 20 декабря 1937 года за «самоотверженную работу по борьбе с контрреволюцией» капитан госбезопасности М. Р. Матвеев и младший лейтенант госбезопасности Г. Л. Алафер были награждены ценными подарками.
В 1939 году осуждён на 10 лет ИТЛ за «превышение служебных полномочий» и «жестокое обращение с заключёнными». Во время допросов капитан Матвеев показал, что непосредственно расстрелами занимались он и Г. Л. Алафер, тогда как остальные члены бригады Чигинцев, Лариошин, Васильев, Деревянко, Кузнецов и Твердохлеб исполняли обязанности конвоиров и готовили осуждённых к расстрелу, шофёр Воскресенский доставлял их к месту исполнения приговора, шофёр Федотов и сотрудник НКВД Ершов занимались хозяйственным обеспечением операции и сверяли заключённых Белбалткомбината с расстрельным списком. Лишён ордена Красной Звезды указом Президиума ВС СССР от 29.03.1941.
Отбывал наказание в Рыбинске. Освобождён досрочно в начале Великой Отечественной войны, продолжил работу в органах госбезопасности в должности заведующего внутренней тюрьмой Ленинградского УНКВД-УНКГБ-УМГБ. Вышел на пенсию в декабре 1949 года.

## Награды
- Орден Красной Звезды[9] (лишён 29 марта 1941)
- Орден Ленина[10]
- Знак Почётный работник ВЧК-ОГПУ (XV)[11]
- Орден Красного Знамени[12]